# میلدرد فی جفرسون
میلدرد فی جفرسون (انگلیسی: Mildred Fay Jefferson; ۶ آوریل ۱۹۲۷ – ۱۵ اکتبر ۲۰۱۰) پزشک آمریکایی و فعال ضد سقط جنین بود. او نخستین زن سیاه‌پوستی بود که از دانشکده پزشکی هاروارد فارغ‌التحصیل و نخستین زنی که در رشته جراحی از این دانشگاه فارغ‌التحصیل شد، و نخستین زنی که به عضویت انجمن جراحی بوستون درآمد. جفرسون به‌خاطر مخالفتش با قانونی‌سازی سقط جنین و فعالیت‌هایش به‌عنوان رئیس «کمیته ملی حق زندگی» شناخته می‌شود.

## زندگی شخصی
میلدرد فی جفرسون در پیتسبورگ، تگزاس به دنیا آمد. او تنها فرزند میلارد و گاتری جفرسون بود؛ پدرش کشیش متدیست و مادرش معلم مدرسه بود. والدین او پیش از سال ۱۹۷۶ از یکدیگر جدا شدند و پس از طلاق، در روکسبری زندگی می‌کردند. جفرسون در کارتیج، تگزاس بزرگ شد و در سنت وسلی-کالوینیستی پرورش یافت. از سنین پایین، «میلی» به دنبال پزشک شهر می‌رفت که با درشکه اسبی به خانه‌ها سر می‌زد؛ همین تجربه، الهام‌بخش او برای تبدیل‌شدن به پزشک شد.
جفرسون در سال ۱۹۶۳ با شین کانینگهام، که در یک سفر اسکی با او آشنا شده بود، ازدواج کرد. همسرش مدیر املاک و مستغلات بود. تا سال ۱۹۷۶، این زوج در بک بی زندگی می‌کردند و فرزندی نداشتند.

## تحصیلات
او دوران ابتدایی و متوسطه را در مدارس دولتی شرق تگزاس گذراند. سپس با درجه عالی و در مدت سه سال، مدرک کارشناسی خود را از کالج تگزاس دریافت کرد. از آنجا که او برای ورود به دانشکده پزشکی بسیار جوان تلقی می‌شد، به دانشگاه تافتس رفت و مدرک کارشناسی ارشد زیست‌شناسی دریافت کرد. سپس به دانشکده پزشکی هاروارد راه یافت و در سال ۱۹۵۱ فارغ‌التحصیل شد و بدین ترتیب نخستین زن سیاه‌پوستی شد که از این دانشگاه فارغ‌التحصیل می‌شود.

### دانشکده پزشکی هاروارد
میلدرد فی جفرسون نخستین زن آفریقایی‌تبار بود که در سال ۱۹۵۱ از دانشکده پزشکی هاروارد فارغ‌التحصیل شد. علایق او بر حوزه‌هایی همچون حقوق پزشکی، اخلاق پزشکی و به‌ویژه تأثیرات اجتماعی و سیاست‌گذاری‌های عمومی در هم‌پیوندی حقوق و پزشکی متمرکز بود. او در سال‌های ابتدایی تحصیل در هاروارد، به جراحی روی آورد و مطالعات بالینی را آغاز کرد و تکنیک‌های عملی و جراحی را آموخت. دو تن از استادان راهنمای او – کارل والتر (رئیس بخش جراحی) و دیوید هیوم (یکی از استادان و رئیس رزیدنتی وقت) – فرصت‌هایی برای یادگیری بیشتر در اختیار او گذاشتند. جفرسون، که سخت‌کوشی را سرلوحه خود قرار داده بود، از این زمان‌های اضافه برای پیشرفت مهارت‌های خود بهره برد و هنگام ورود به دوره کارآموزی، کاملاً آماده بود.
در سال‌های سوم و چهارم تحصیل در هاروارد، جفرسون دروس متعددی را گذراند، از جمله واحدی انتخابی در رشته ارولوژی؛ چرا که به گفته خودش، «بیشتر مردم فکر می‌کنند که یک پزشک زن در ارولوژی قوی نخواهد بود.»

## حرفه
جفرسون در سال ۱۹۷۲ گواهی‌نامه بورد تخصصی جراحی را دریافت کرد. پس از فارغ‌التحصیلی از دانشکده پزشکی، دوره کارآموزی جراحی را در بیمارستان شهر بوستون گذراند و نخستین زنی شد که چنین دوره‌ای را در آن مرکز می‌گذراند. او همچنین نخستین پزشک زنی بود که در مرکز پزشکی سابق دانشگاه بوستون کار کرد. تا سال ۱۹۸۴، جفرسون جراح عمومی در آن مرکز و استاد جراحی در دانشکده پزشکی دانشگاه بوستون بود. او بعدها نخستین زنی شد که به عضویت انجمن جراحی بوستون درآمد.
به گفته جفرسون، یکی از ریشه‌های مخالفتش با سقط جنین، تعهد او به سوگندنامه بقراط بود که از نظر اخلاقی او را به حفظ جان انسان‌ها موظف می‌کرد. علاقه‌مندی او به موضوع سقط جنین زمانی آغاز شد که از او خواسته شد طوماری را امضا کند که با طرح پیشنهادی انجمن پزشکی آمریکا مبنی بر تسهیل قوانین مربوط به سقط مخالفت می‌کرد.